# ワンダリングワンダーワールド
『ワンダリングワンダーワールド』は、PEACH-PITによる日本の漫画。略称は「ワワワ」。『月刊少年エース』（角川書店）にて2015年1月号から2017年3月号まで連載。コミックスは全4巻。話数の数え方は「第○ワ」。

## あらすじ
草壁 鉄心は修学旅行で日本最大の巨大テーマパーク「ワンダリングワンダーワールド」へ訪れる。掃除が趣味の鉄心はワワワの清掃員のサイと出会う。ワワワは世界に誇る大人気テーマパークだが、実は陰の気の固まりの「陰鬼」を封じるために創られた巨大な「鬼輪」であったことを鉄心は知ってしまう。鉄心はそれを切っ掛けにワワワの清掃員になる。

## 登場人物
草壁 鉄心（くさかべ てっしん）
本作の主人公。掃除が趣味の男子高校生でワワワの清掃員に憧れる。兄と二人暮しをしている。数十万人に1人の確率で陰鬼を引き寄せる人間、「ワンダー」であることが判明する。
サイ
フードを被っている小柄な少年。半鬼でありおでこに角が生えている。カタカナ混じりで話すのが特徴。ワワワの清掃員でオニギリが大好物。
伊吹（いぶき）
金髪のロングヘアーを持つ美少女。一人称は「ぼく」。若干ナルシストな一面を持っている。ワワワのキャストでありパレードでは風の妖精「ウィンディ」役。
紙屋敷（かみやしき）
メガネをかけた男性キャスト。ワワワでは、混雑対応。客に対しては笑顔の接客をするが、ワワワの営業時間が終わるとキャストに厳しく指導する。
リック
本名はリック・ザ・キング。パークの象徴的存在のキャラクター。王様のようなコスチュームでうさぎのような容姿をしている。リズという彼女キャラクターも存在する。合言葉は、「ビーワンダフル！」

## 作品用語
ワンダリングワンダーワールド
作品内の日本最大の巨大テーマパーク。「夢と不思議を見つけに行こう!」をうたい文句に創られ、年間3000万人の来場。世界に誇られている。通称「ワワワ」。
海上の人工島に建てられたパークはメルヘン、フューチャー、ジャニー、オエドの4つのエリアと6つのゾーンに分けられている。オエドエリアは封鎖中。

## 書誌情報
- PEACH-PIT 『ワンダリングワンダーワールド』 角川書店〈月刊少年エース〉、全4巻
  1. 2015年5月26日発売、ISBN 978-4-04-103132-2
  2. 2015年11月26日発売、ISBN 978-4-04-103133-9
  3. 2016年10月26日発売、ISBN 978-4-04-103922-9
  4. 2017年3月25日発売、ISBN 978-4-04-103930-4

## イメージソング
イメージソングが制作され、PVに使用された。
- 曲名：「World Juncture（ワールドジャンクチャー）」

- 作詞・作曲・編曲：れるりり（kittycreators）

- 歌：96猫

- 映像制作:三重の人（kittycreators）